# Die Leibeigenen
Die Leibeigenen ist ein 1927 gedrehtes deutsches Stummfilmdrama von Richard Eichberg mit Heinrich George und Mona Maris in den Hauptrollen. Dem Film liegt das Schauspiel Die Danischeffs von Pierre Newsky zugrunde.

## Handlung
Das zaristische Russland in der Mitte des 19. Jahrhunderts. Alexej Danischeff, dessen Mutter, die Gräfin Danischeff, die junge Leibeigene Tatjana auf ihrem Gut beschäftigt, hat sich in das Mädchen verliebt und freut sich bei einem Familienbesuch darauf, diese wieder zu sehen. Während Alexej ein gemeinsames Leben mit ihr plant, hat seine standesorientierte Mutter jedoch anderes vor: Die Gräfin will ihren Sohn mit Prinzessin Sonja Kurganow verheiraten, der Tochter eines mächtigen Fürsten und Gouverneurs der Region. Da Gräfin Danischeff zur selben Zeit aber auch eine Heirat Tatjanas mit einem sozial Gleichgestellten, dem Waldhüter Nikita, einfädelt, muss Alexej, der sich bislang der Liebe seiner Tatjana sicher glaubte, annehmen, dass ihm Tatjana untreu geworden ist.
Als Alexej von dem gräflich-fürstlichen Arrangement erfährt, löst er die Verlobung mit Sonja. Es kommt zu einem heftigen Streit mit ihrem Vater, bei dem der junge Graf diesen mit einer Flasche niederschlägt. Anschließend flieht Alexej auf das gräfliche Gut seiner Mutter. Hier will er den Leibeigenen Nikita dafür züchtigen, dass dieser ihm „sein Mädchen“ weggenommen habe. Doch Nikita klärt Alexej über die Zusammenhänge auf: er habe Tatjana nur zu ihrem eigenen Schutz geheiratet, um die Leibeigene für ihn, seinen Herrn Graf Alexej, zu bewahren. Gräfin Danischeff lässt Tatjana und Nikita verhaften, um sie nach Sibirien deportieren zu lassen. Aber die anderen Leibeigenen befreien die beiden. Da taucht am Horizont Fürst Kurganow mit seinen Truppen auf, um den kleinen Aufstand niederzuschlagen. Nikita stellt sich ihm entgegen, um Tatjana und damit auch Alexej zu schützen. Diesen bedingungslosen Mut und Treue bezahlt er mit dem Leben.

## Produktionsnotizen
Die Aufnahmen zu Die Leibeigenen entstanden, je nach Quelle, im August und September bzw. von August bis November 1927 im UFA-Atelier von Neubabelsberg. Der Film passierte am 13. Dezember 1927 die Zensur und am 11. Januar 1928 im Gloria-Palast uraufgeführt. Der Film besaß eine Länge von 2295 Metern Länge, verteilt auf sechs Akte. Ein Jugendverbot wurde erteilt.
Jacques Rotmil entwarf die Filmbauten, Leopold Verch die Kostüme.
Der Film erhielt das Prädikat „künstlerisch“.

## Kritik
„Das Sujet ist ohne künstlerische Aspirationen publikumswirksam gearbeitet und in der richtigen Dosierung von sentimentalen und heiteren Momenten kontinuierlich inszeniert. Darstellerisch dominieren George und die Maris, während sich Harry Halm darauf beschränkt, liebenswürdig zu sein. Stimmungsvolle Naturbilder unterstreichen die Geschehnisse, die Photographie ist gut.“